# Phosphoglucomutase
Phosphoglucomutasen (PGM) sind Enzyme, die die Verschiebung des Phosphatrests in Glucosephosphat von 1- auf 6-Position und umgekehrt katalysieren. Es sind zwei Klassen bekannt: Wenn das Enzym spezifisch für das α-Anomer der Glucosephosphate ist (vgl. unten Reaktionen), nennt man sie α-Phosphoglucomutasen (αPGM). Dagegen akzeptieren β-Phosphoglucomutasen nur β-Anomere (βPGM, EC 5.4.2.6).

## Vorkommen
α-Phosphoglucomutasen sind in Prokaryoten und Eukaryoten verbreitet, β-Phosphoglucomutase nur in bestimmten Bakterien und Protisten.

## Bedeutung
Diese Umlagerungen sind Teil mehrerer Stoffwechselwege in allen Lebewesen. Im Menschen sind mehrere Gene bekannt, die für verschiedene Homologe codieren, von denen aber nur drei enzymatische Aktivitäten aufweisen: PGM1, PGM2 und PGM3. Letztere ist aber eine Acetylglucosamin-Phosphomutase (EC 5.4.2.3). Mutationen am PGM1- oder PGM2-Gen können zu PGM-Mangel führen. Es sind viele genetische Varianten der PGM bekannt.
Das PGM1-Gen enthält mehrere Hotspots der Rekombination, woraus sich die Vielzahl an Varianten erklärt. Es gibt Hinweise darauf, dass Fehlgeburten auf manche dieser Varianten zurückzuführen sind. Die Aktivität der PGM1 wird durch Bindung an und Phosphorylierung durch Pak1 erhöht.

## Katalysiertes Gleichgewicht
{\displaystyle \rightleftharpoons }  
α-Glucose-1-phosphat wird zu Glucose-6-phosphat umgelagert und umgekehrt. Die Reaktionen sind Teil des Glykogen- und Stärkeabbaus, der Glycogensynthese, des Uronsäuren-Stoffwechsels und des Galactose-Stoffwechsels. Bei der Reaktion wird zunächst ein Phosphatrest von einem Phosphoserin im aktiven Zentrum auf die nicht phosphorylierte Stelle übertragen, sodass α-Glucose-1,6-bisphosphat entsteht. Letzteres dreht sich, sodass der andere Phosphatrest vom Serin übernommen werden kann. Das Glucose-1,6-bisphosphat ist relativ fest an das Enzym gebunden, kann sich aber auch lösen, dann muss das Enzym wieder mit Glucose-1,6-bisphosphat aktiviert werden. Eine bakterielle Form der Phosphoglucomutase, EC 5.4.2.5, nutzt Glucose anstelle von Glucose-1,6-bisphosphat als Cofaktor.